# Христев Асен Васильович
Христев Асен Васильович (3 червня 1884, Софія — 5 липня 1924, Ленінград
) — радянський діяч періоду російсько-української війни 1917—1922 років, заступник народного комісара робітничо-селянської інспекції Української РСР. Член Комуністичної партії з 1905.
Навчався в Новоросійському університеті в Одесі. В жовтні 1905 за участь у студентських страйках виключений з університету. З грудня 1917 — заступник голови і керуючий справами Румчероду. Був одним з керівників Одеського січневого збройного повстання 1918. Керуючий справами РНК Одеської Радянської Республіки. В 1918—1920 роках брав участь у боротьбі проти іноземних інтервентів та внутрішньої контрреволюції на Півдні України. З 1921 — на господарській роботі. Був керуючим Всеукраїнського цукротресту, головою хлібної інспекції Полтавського губернського комітету профспілок, заступником народного комісара робітничо-селянської інспекції Української РСР.
У 1922—1924 рр. працював директором оборонного підприємства в Москві.
| Персоналії | Це незавершена стаття про особу. Ви можете допомогти проєкту, виправивши або дописавши її. |